# Land- und Stadtgericht Bischofsburg
Das Land- und Stadtgericht Bischofsburg war von 1828 bis 1849 ein preußisches Land- und Stadtgericht mit Sitz in Bischofsburg.

## Geschichte
Das Land- und Stadtgericht Bischofsburg wurde 1828 gebildet. Es war ein Gericht 2. Klasse im Sprengel des Oberlandesgerichts Königsberg.
1837 umfasste der Gerichtsbezirk die Stadt Bischofsburg mit 2264 Gerichtseingesessenen und 43 Ortschaften mit 5985 Gerichtseingesessenen (zusammen also 8249 Gerichtseingesessene). Am Gericht waren ein Stadt- und Landrichter und zwei weitere Mitarbeiter beschäftigt.
Nach der Märzrevolution wurden 1849 einheitlich Kreisgerichte gebildet. In Bischofsburg entstand so die Gerichtskommission Bischofsburg des Kreisgerichts Rössel.